# Grónská vlajka

Grónská vlajka
Poměr stran: 2:3

Vlajka Grónska, autonomního dánského , závislého území, je tvořena dvěma vodorovnými pruhy, bílým a červeným. Uprostřed, blíže k žerdi je umístěno kruhové pole, střed je v 7/18 (v pův. zdroji ⅓) délky vlajky a průměr je ⅔ šířky vlaky) s obrácenými barvami pole (horní je červené, spodní bílé).
Červená a bílá barva je shodná s barvami dánské vlajky, symbolizuje grónskou svázanost s Dánskem ale bílé pole symbolizuje i vnitrozemský ledový masiv. Kruhové pole představuje slunce na horizontu (nad polárním ledovcem) a symbolizuje návrat světla a tepla při letním slunovratu. Dává tak ledu načervenalou gloriolu, symbolizovanou červeným pruhem.
V Grónsku je vedle grónské vlajky vyvěšována společně i dánská, v zákoně však tato povinnost není. Grónská vlajka platí jako státní symbol i v Dánsku.

Rozměry grónské vlajky

## Historie
Grónsko se stalo rovnoprávnou součástí Dánského království v roce 1953. V roce 1979 se stalo dánským autonomním krajem a následujícího roku byla vytvořena komise pro návrh nové vlajky. Z 620 návrhů prošlo do užšího výběru 11. Grémium grónských osobností vybralo dva finalisty a 15. února 1985 vybral grónský parlament konečnou podobu vlajky (hlasování: 14:11). Vlajka neobsahuje tradiční skandinávský kříž, byla proto ihned po schválení kritizována.
Vlajka byla navržena grónským umělcem Thue Christiansenem a poprvé byla vztyčena 21. června 1985.

Návrh grónské vlajky (1973) Poměr stran: 2:3
Návrh grónské vlajky (1984) Poměr stran: 2:3
Návrh grónské vlajky (1991) Poměr stran: 2:3
Návrh grónské vlajky vycházející z dánské vlajky Poměr stran: 2:3